# Observatoire de Tallinn

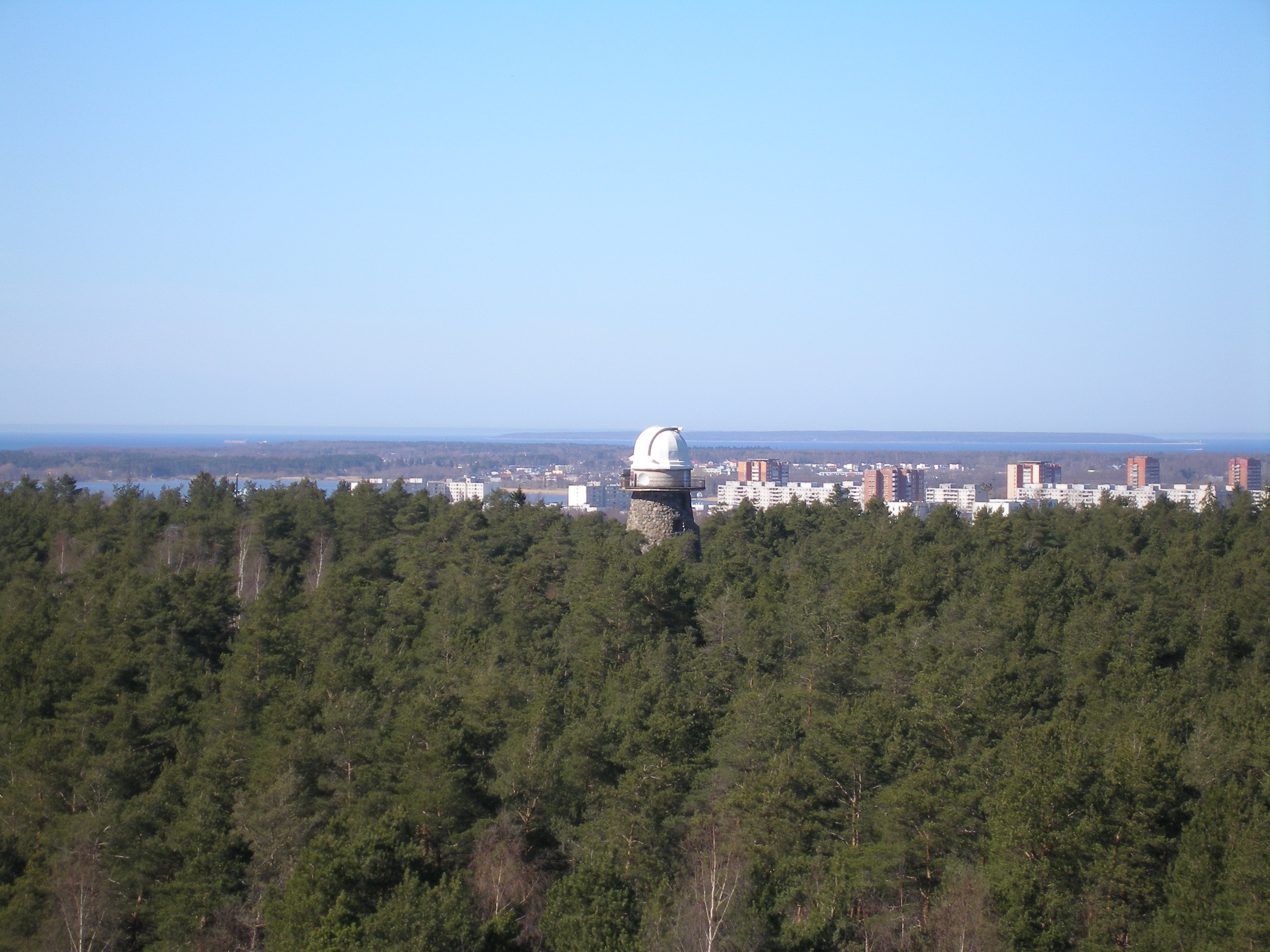
Vue générale de la tour de l'observatoire dominant la ville de Tallinn.

L'observatoire de Tallinn (en estonien : Tallinna Tähetorn) est un observatoire astronomique situé dans le quartier de Nõmme au sud de la ville de Tallinn en Estonie.

## Historique
L'observatoire de Tallinn fut édifié tout au début du XXe siècle sur les hauteurs de la ville portuaire, près du château de Glehn construit par l'architecte Nikolai von Glehn dans le quartier de Nõmme. Achevée vers 1910, cette tour servit à la fois de phare et d'observatoire.
Le nom « Observatoire Tallinn » n'est apparu qu'à la fin des années 1950. En 1959, l'Académie des sciences de la République socialiste soviétique d'Estonie lance un projet de développement pour ce petit observatoire. Le projet prévoyait  dans une première étape du plan, la restauration de la tour Glehn et son adaptation aux besoins de l'observatoire astronomique. La date d'achèvement des travaux avait été fixée au 25 décembre 1960. Le projet prévoyait également la construction de deux tours d'observation, ainsi qu'un bâtiment principal pour un planétarium ainsi qu'une salle consacrée à la géophysique pour l'étude de la gravimétrie. Cette phase devait être achevé vers 1965 et 1970 et le nombre d'employés de l'observatoire devait être d'une douzaine de personnes. Les plans initiaux de grandes envergures ont été mises en œuvre que partiellement, seul l'observatoire astronomique de la tour Glehn a été réalisé.

## Principales activités
- Étude des nuages noctulescents
- Étude des étoiles variables
- Étude des météoroïdes
- Vulgarisation astronomique
- Activités de formation